# Geoffrey Lewis
Geoffrey Lewis (San Diego, 31 luglio 1935 – Los Angeles, 7 aprile 2015) è stato un attore statunitense.

## Biografia
Padre dell'attrice e cantante Juliette Lewis, fra i film nei quali ha recitato vi sono Il tagliaerbe (liberamente ispirato da un racconto di Stephen King) accanto a Pierce Brosnan e Jeff Fahey, Double Impact - Vendetta finale accanto a Jean-Claude Van Damme, Fango, sudore e polvere da sparo, Una calibro 20 per lo specialista, Dillinger, Il mio nome è Nessuno, Il vento e il leone, La vendetta dell'uomo chiamato Cavallo, Tango & Cash, Pink Cadillac, L'uomo senza volto, Un ragazzo tutto nuovo, Caccia mortale e La casa del diavolo. 
È inoltre apparso in diverse serie televisive tra cui Walker Texas Ranger, ha fornito la voce al personaggio di nome Lenny nella versione originale del film di animazione di Rob Zombie The Haunted World of El Superbeasto ed è stato il regista del film The Drummer. Aveva una casa di produzione chiamata Pistol Films LLC.
Morì a 79 anni per un attacco di cuore nella sua residenza a Woodland Hills, sobborgo di Los Angeles, il 7 aprile 2015.

## Filmografia parziale

### Cinema

Geoffrey Lewis in Sella d'argento (1978)

- Fango, sudore e polvere da sparo (The Culpepper Cattle Co.), regia di Dick Richards (1972)
- Cattive compagnie (Bad Company), regia di Robert Benton (1972)
- Lo straniero senza nome (High Plains Drifter), regia di Clint Eastwood (1973)
- Il mio nome è Nessuno, regia di Tonino Valerii con la collaborazione non accreditata di Sergio Leone (1973)
- Dillinger, regia di John Milius (1973)
- Una calibro 20 per lo specialista (Thunderbolt and Lightfoot), regia di Michael Cimino (1974)
- Vivere pericolosamente (Macon County Line), regia di Richard Compton (1974)
- Il temerario (The Great Waldo Pepper), regia di George Roy Hill (1975)
- Il vento e il leone (The Wind and the Lion), regia di John Milius (1975)
- Smile, regia di Michael Ritchie (1975)
- In tre sul Lucky Lady (Lucky Lady), regia di Stanley Donen (1975)
- La vendetta dell'uomo chiamato Cavallo (The Return of a Man Called Horse), regia di Irvin Kershner (1976)
- Sella d'argento, regia di Lucio Fulci (1978)
- Filo da torcere (Every Which Way But Loose), regia di James Fargo (1978)
- Tom Horn, regia di William Wiard (1980)
- Bronco Billy, regia di Clint Eastwood (1980)
- Fai come ti pare (Any Which Way You Can), regia di Buddy Van Horn (1980)
- I cancelli del cielo (Heaven's Gate), regia di Michael Cimino (1980)
- Io, la giuria (I, the Jury), regia di Richard T. Heffron (1982)
- Dieci minuti a mezzanotte (10 to Midnight), regia di J. Lee Thompson (1983)
- La notte della cometa (Night of the Comet), regia di Thom Eberhardt (1984)
- Scuola di medicina (Stitches), regia di Alan Smithee (1985)
- Fuori nel buio (Out of the Dark), regia di Michael Schroeder (1989)
- Fletch - Cronista d'assalto (Fletch Lives), regia di Michael Ritchie (1989)
- Pink Cadillac, regia di Buddy Van Horn (1989)
- Scommesse al college (Catch Me If You Can), regia di Stephen Sommers (1989)
- Tango & Cash, regia di Andrej Končalovskij (1989)
- Pazzi (Disturbed), regia di Charles Winkler (1990)
- Double Impact - Vendetta finale (Double Impact), regia di Sheldon Lettich (1991)
- Il tagliaerbe (The Lawnmower Man), regia di Brett Leonard (1992)
- Nome in codice: Nina (Point of No Return), regia di John Badham (1993)
- Caccia mortale (Joshua Tree), regia di Vic Armstrong (1993)
- L'uomo senza volto (The Man Without a Face), regia di Mel Gibson (1993)
- La leggenda di Zanna Bianca (White Fang 2: Myth of the White Wolf), regia di Ken Olin (1994)
- Maverick, regia di Richard Donner (1994)
- Una maledetta occasione (An Occasional Hell), regia di Salomé Breziner (1997)
- American Perfekt - La strada verso l'inganno, regia di Paul Chart (1997)
- Mezzanotte nel giardino del bene e del male (Midnight in the Garden of Good and Evil), regia di Clint Eastwood (1997)
- Profezie di morte (The Prophet's Game), regia di David Worth (2000)
- Le vie della violenza (The Way of the Gun), regia di Christopher McQuarrie (2001)
- Un ragazzo tutto nuovo (The New Guy), regia di Ed Decter (2002)
- Blueberry, regia di Jan Kounen (2004)
- Down in the Valley, regia di David Jacobson (2005)
- La casa del diavolo (The Devil's Rejects), regia di Rob Zombie (2005)
- Innocenti presenze (Fingerprints), regia di Harry Basil (2006)
- Zombies - La vendetta degli innocenti (Wicked Little Things), regia di J.S. Cardone (2006)
- Moving McAllister, regia di Andrew Black (2007)
- The Butcher, regia di Jesse V. Johnson (2009)
- The Haunted World of El Superbeasto, regia di Rob Zombie (2009) - voce
- Miss Nobody, regia di Tim Cox (2010)

### Televisione
- Ai confini dell'Arizona (The High Chaparral) – serie TV, episodio 4x02 (1970)
- Bonanza – serie TV, episodio 12x02 (1970)
- Giovani avvocati (The Young Lawyers) – serie TV, episodio 1x08 (1970)
- Starsky & Hutch – serie TV, 1 episodio (1975)
- Le strade di San Francisco (The Streets of San Francisco) – serie TV, 1 episodio (1975)
- La casa nella prateria (Little House on the Prairie) – serie TV, episodi 3x09-9x14 (1976-1983)
- L'uomo da sei milioni di dollari (The Six Million Dollar Man) – serie TV, 1 episodio (1977)
- Le notti di Salem (Salem's Lot) – serie TV (1979)
- Flo – serie TV, 29 episodi (1980-1981)
- September Gun, regia di Don Taylor – film TV (1983)
- A-Team (The A-Team) – serie TV, episodio 2x22 (1984)
- Autostop per il cielo (Highway to Heaven) – serie TV (1984)
- Storie incredibili (Amazing Stories) – serie TV, episodio 1x15 (1986)
- MacGyver – serie TV, episodio 2x08 (1986)
- La signora in giallo (Murder, She Wrote) – serie TV, 4 episodi (1987-1996)
- Walker Texas Ranger – serie TV, episodio 3x01 (1994)
- Mike Land: professione detective (Land's End) – serie TV, 22 episodi (1995-1996)
- Rough Riders, regia di John Milius – miniserie TV (1997)
- X-Files (The X-Files) – serie TV, episodio 6x10 (1999)
- Dawson's Creek - serie TV, 2 episodi (2003)
- Nip/Tuck – serie TV, episodio 1x04 (2003)
- My Name Is Earl – serie TV, 1 episodio (2006)
- Dr. House - Medical Division (House, M.D.) – serie TV, episodio 3x12 (2007)

## Doppiatori italiani
Nelle versioni in italiano delle opere in cui ha recitato, Geoffrey Lewis è stato doppiato da:
- Gianni Musy in Filo da torcere, Fai come ti pare, I cancelli del cielo
- Luciano De Ambrosis in Mike Land: professione detective, Blueberry, Zombies - La vendetta degli innocenti
- Michele Kalamera in Fango, sudore e polvere da sparo, Scommesse al college
- Dante Biagioni in X-Files, Dawson's Creek
- Sandro Iovino in Down in the Valley, Criminal Minds
- Cesare Barbetti in Lo straniero senza nome
- Renato Mori ne Il mio nome è Nessuno
- Sergio Tedesco in Dillinger
- Manlio De Angelis in In tre sul Lucky Lady
- Michele Gammino in Una calibro 20 per lo specialista
- Mauro Bosco in La casa nella prateria (ep. 3x09)
- Carlo Alighiero in La casa nella prateria (ep. 9x14)
- Pino Colizzi ne Il temerario
- Renato Cortesi ne Il vento e il leone
- Gianni Marzocchi in Starsky & Hutch
- Sergio Graziani in Sella d'argento
- Walter Maestosi in Bronco Billy
- Romano Ghini in Dieci minuti a mezzanotte
- Giorgio Bandiera in La signora in giallo (ep. 3x19)
- Ambrogio Colombo in La signora in giallo (ep. 12x22)
- Rino Bolognesi in Fletch - Cronista d'assalto
- Franco Zucca in Double Impact - Vendetta finale
- Eugenio Marinelli ne Il tagliaerbe
- Diego Reggente in Caccia mortale
- Carlo Reali in L'uomo senza volto
- Luciano Roffi in Maverick
- Enrico Bertorelli in Law & Order: Criminal Intent
- Santo Versace in Nip/Tuck
- Toni Orlandi in Dr. House - Medical Division
- Pietro Biondi in La casa del diavolo
- Sergio Matteucci in Le notti di Salem (ridoppiaggio)